# Skegg-Broddi Bjarnasson
No confundir con Skeggi Björnsson.
Broddi Bjarnasson también Skegg-Broddi Víga-Björnsson (apodado el Barbudo, n. 975 o 978) es un personaje de la saga Ljósvetninga y Ölkofra þáttr, un vikingo de Hof í Vopnafirði, Norður-Múlasýsla, Islandia. Era hijo de Bjarni Brodd-Helgason. Estaba casado con Guðrún Þórarinsdóttir (n. 984), una hija de Þórarinn Þórisson, y de esa relación nacieron dos hijos:
- Bjarni hús lengi Broddason (n. 1012)
- Þórir Broddason (1015-1063)

Skegg-Broddi también aparece como personaje en la saga de Bandamanna, Þorsteins saga Síðu-Hallssonar y Þorsteins þáttr stangarhöggs.